# Tramwaje w Chillán
Tramwaje w Chillán − zlikwidowany system komunikacji tramwajowej w Chillán w Chile.

## Historia
W maju 1877 zabezpieczono franczyzę na budowę i eksploatację tramwajów konnych i prawdopodobnie w tym roku uruchomiono pierwsze linie tramwajowe. W lipcu 1894 operatorem tramwajów była spółka Ferrocarril Urbano de Chillán. Długość tras tramwajowych wynosiła 8 km, a rozstaw szyn wynosił 1435 mm. W 1921 spółka Compañía General de Electricidad Industrial uruchomiła linię tramwaju elektrycznego. Pierwsza linia była poprowadzona wzdłuż Avenida Collín. Później zelektryfikowano także linię tramwaju konnego do Chillán Viejo. Łącznie sieć tramwajów elektrycznych osiągnęła długość 5 km. Rozstaw szyn wynosił 1435 mm. Sieć tramwajów elektrycznych zlikwidowano w 1936. W 1939 w mieście było 4 km tras tramwaju konnego, po których kursowało 12 wagonów. Tramwaje konne w Chillán zlikwidowano w latach 40. XX w.